# Дова
Дова е една от 28-те области на Малави. Разположена е в централния регион на страната. Столицата на областта е град Дова. Площта е 3077 км², а населението (по преброяване от септември 2018 г.) е 772 569 души.
Най-добре развито в областта е земеделието, като най-отглежданите култури са памук, тютюн и фъстъци. Главните земеделски култури, използвани за храна са царевицата, картофите и бобовите растения.